# Jean Sennelier
Jean Sennelier es un deportista francés que compitió en piragüismo en la modalidad de eslalon. Ganó tres medallas en el Campeonato Mundial de Piragüismo en Eslalon, en los años 1981 y 1987.

## Palmarés internacional
| Campeonato Mundial | Campeonato Mundial            | Campeonato Mundial | Campeonato Mundial |
| Año                | Lugar                         | Medalla            | Competición        |
| ------------------ | ----------------------------- | ------------------ | ------------------ |
| 1981               | Bala (Reino Unido)            | Medalla de plata   | C1 por equipos     |
| 1981               | Bala (Reino Unido)            | Medalla de bronce  | C1 individual      |
| 1987               | Bourg-Saint-Maurice (Francia) | Medalla de plata   | C1 por equipos     |